# Cristópolis
Cristópolis är en kommun i Brasilien.   Den ligger i delstaten Bahia, i den östra delen av landet, 600 km nordost om huvudstaden Brasília. Antalet invånare är 13 280.
Omgivningarna runt Cristópolis är huvudsakligen savann. Runt Cristópolis är det mycket glesbefolkat, med 4 invånare per kvadratkilometer.